# Nathan Aspinall
Nathan Aspinall, né le 15 juillet 1991 à Stockport est un joueur de fléchettes professionnel anglais qui participe aux événements de la PDC, Surnommé « l'Asp », il est actuellement classé numéro six mondial ; il a atteint un sommet de classement de numéro quatre mondial en 2024. Il a remporté deux titres télévisés majeurs de la PDC, remportant le World Matchplay 2023 et en:2019 UK l'UK Open 2019.
Son meilleur résultat en championnat du monde est une demi-finale en 2019 et 2020.

## Les débuts
Avant de devenir joueur de fléchettes professionnel, Nathan Aspinall joué au football semi-professionnel comme gardien de but, après avoir été repéré par le centre de formation de Manchester United. Les Rangers lui ont proposé un contrat, mais il l'a refusé, sa famille refusant de déménager en Écosse. Il a joué au centre de formation du comté de Stockport jusqu'à l'âge de 15 ans, avant de rejoindre Cheadle Town. Il a travaillé comme comptable stagiaire avant de démissionner pour devenir joueur de fléchettes professionnel.
Aspinall a commencé à jouer dans les événements PDC Development et Challenge Tour en 2012. Sa première demi-finale dans ces événements a eu lieu en 2013, où il a perdu 4-2 contre Max Hopp. Il a remporté une carte PDC Tour de deux ans en 2015 grâce à l'Ordre du mérite de la Q School et s'est qualifié pour l' UK Open , où il a battu Chris Dobey 5-1 et James Richardson 9-4, avant de perdre 4-9 contre James Wade au quatrième tour.
Lorsqu'il lance une fléchette, Aspinall s'arrête souvent pour la tenir différemment. Des commentateurs et d'autres personnes ont suggéré que cela était dû à une dartite. Michael van Gerwen a indiqué lors d'un match en 2022, il pensait que son adversaire souffrait de ce problème. Aspinall lui-même nie invariablement, lors des interviews, que le hoquet ait une cause mentale. Cependant, il a plus tard ouvertement admis souffrir de ce problème, l'ayant constaté pour la première fois lors d'un match de Premier League contre Peter Wright en 2023.

### 2025

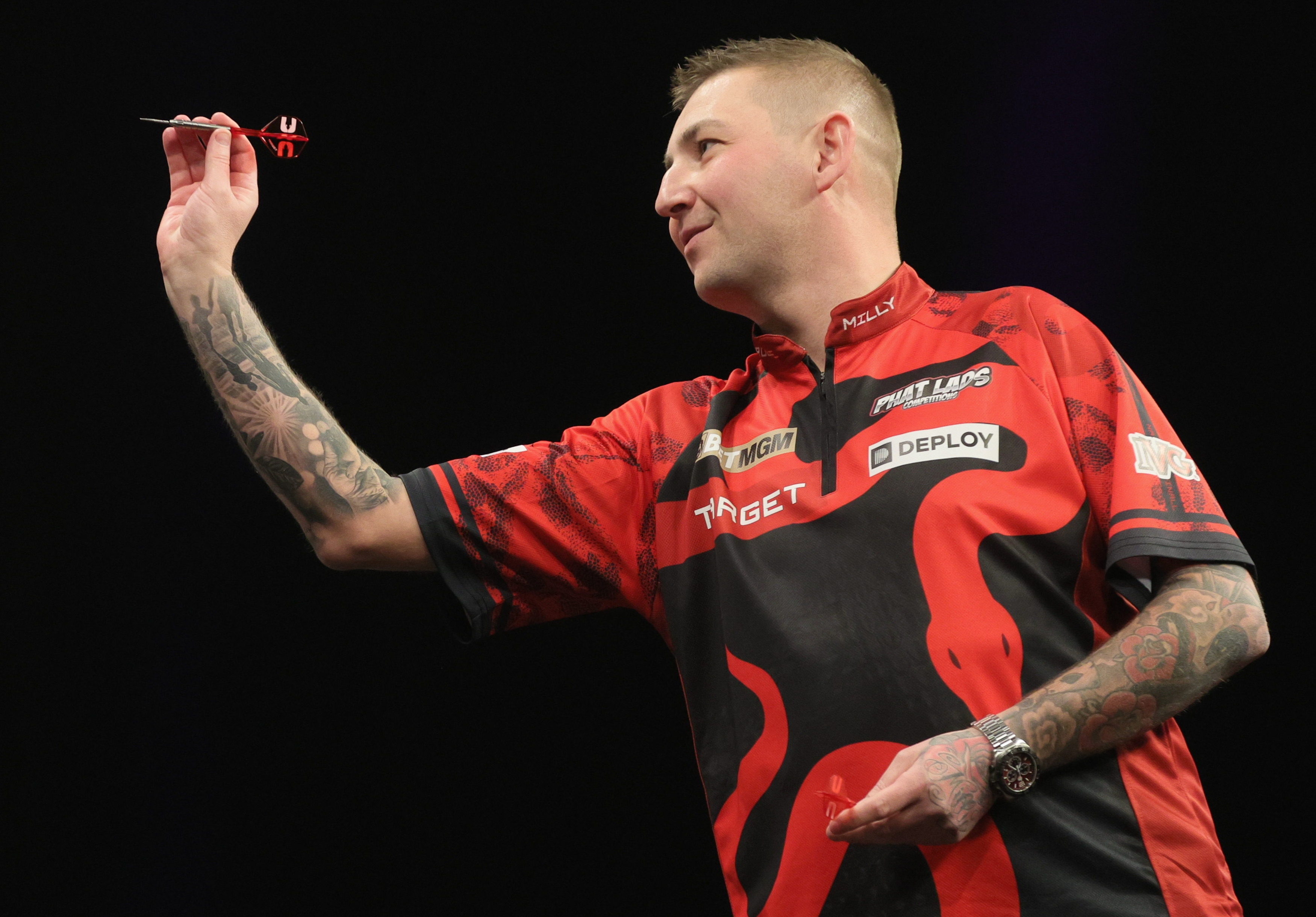
Aspinall lors de la neuvième soirée de la Premier League 2025.

Tête de série n°12, Nathan Aspinall a débuté sa campagne par une victoire 3-1 contre Leonard Gates. Après le match, Aspinall a déclaré vouloir prouver son talent et aller loin dans le tournoi, après avoir été critiqué pour ses récentes contre-performances. Il a battu Andrew Gilding 4-0 avant de se débarrasser de Ricardo Pietreczko sur le même score pour se qualifier pour les quarts de finale. Aspinall s'est vu refuser une troisième demi-finale à Alexandra Palace par Luke Littler, contre qui il s'est incliné 5-2. 